# 白沙書院
白沙書院是清臺灣府彰化縣第一座設立的書院，前身是彰化縣義學。日治時期建築曾被當作彰化水道事務所使用，在大正十二年（1923年）左右被拆毀，僅剩部分部分建物（剩餘部分後來遭變賣）。原址在彰化孔廟右側原大成幼稚園旁的民生路上。

## 沿革
白沙書院前身是彰化縣義學，大約在清雍正六年（1728年）已建立。雍正六年時，彰化縣知縣湯啓聲為義學在猫霧捒保上腳凹餅莊置辦學田51甲6分2釐。
到了乾隆十年（1745年），淡水廳同知兼攝彰化知縣曾曰瑛認為彰化設縣多年仍未有書院，難以培養人才，遂將義學改為「白沙書院」，並且訂定規條。後來於乾隆廿四年（1759年），知縣張世珍重修。而在林爽文事件中，白沙書院因戰亂在乾隆五十一年（1786年）被焚毀，之後知縣宋學灝將書院重建於文昌祠西邊。此次重建，在民間有曾玉英幫助捐修書院。
嘉慶十五年（1810年），知縣楊桂森撰〈白沙書院學規〉，共九條。嘉慶廿一年（1816年），署彰化知縣吳性誠擴建白沙書院，得到鹿港仕紳林文濬等人捐助。
同治元年（1862年）發生戴潮春事件，彰化縣城被攻陷後，白沙書院被戴潮春勢力改為「應天局」。而根據林豪《東瀛紀事》的記載，「應天局」這個機構是向民間抽銀、派飯的執行機構。
進入日治時期後，彰化孔廟曾被當作國語傳習所、臺中師範學校、彰化公學校，而文廟旁的文昌祠及白沙書院曾被作為外地寄宿生宿舍。根據杉山靖憲《臺灣名勝舊蹟》（1916年）的記載，白沙書院在大正年間已被當成彰化水道事務所使用，但仍保有彰化縣知縣杜觀瀾匾聯等文物。大正十二年（1923年）進行「市區改正」，白沙書院在此次工程中被拆毀，僅剩部分房舍。後來約在昭和五年（1930年）左右，文昌祠與白沙書院的剩餘建物被變賣成街庄財產。主持崇文社的黃臥松對此事有感，曾以「保存古蹟非迷信論」為題徵文。

## 制度
白沙書院設有山長、董事（4名）、租丁、院丁等職位，其中山長與董事由民間推薦、知縣任命。
書院有官課（每月二日）與師課（每月十六日），在歲考、科考之年舉行七次，其他年度舉行十次。在年初的官課會舉行「甄別」，選拔內外課生。生員的前12名為內課生，次20名為外課生。童生方面則取前20名為內課生，次40名為外課生。在此之外的人，則稱為附課生。
在官課時會賞給「膏伙」，師課賞給「花紅」，另外鄉試時書院會補助旅費。
| 膏伙、花紅的額度 | 膏伙、花紅的額度 | 膏伙、花紅的額度 |
| ---------------- | ---------------- | ---------------- |
|                  | 內課生           | 外課生           |
| 生員             | 2圓40錢          | 1圓20錢          |
| 童生             | 1圓20錢          | 80錢             |

## 命名由來
關於白沙書院的名稱由來，據清《彰化縣志‧卷三 官秩志》的說法，是「以彰化山川之秀，惟白沙為冠，取其地以名之」。但也有說法認為白沙書院的名稱有紀念明儒陳獻章（白沙先生）的用意。